# Heinkel-Werke Oranienburg

Logo

Die Heinkel-Werke Oranienburg (HWO, 1935–1948) waren in der Zeit des Nationalsozialismus ein bedeutender Rüstungsbetrieb in Oranienburg, Germendorf und Berlin-Reinickendorf. Das Werk war Teil der Ernst Heinkel Flugzeugwerke in Rostock. In dem im Wesentlichen von 1936 bis 1938 gebauten Werk wurden Kampfflugzeuge wie die Heinkel He 111, die Heinkel He 177 und die Junkers Ju 88 für die Luftwaffe gefertigt. Zum Werk gehörten auch die beiden neu errichteten Siedlungen Weiße Stadt in Oranienburg und Leegebruch. Zum 1. April 1943 änderte sich die Bezeichnung in Ernst Heinkel AG Werk Oranienburg. Nach dem Ende des Zweiten Weltkrieges wurde das eigentliche Werk bis auf den Werkflugplatz, eine Halle und kleinere Nebengebäude komplett abgetragen. Dort und teilweise in der Wohnsiedlung Weiße Stadt in Oranienburg errichtete die Rote Armee einen Militärflugplatz nebst Kaserne. Seit dem Abzug der sowjetischen Truppen wurde das Gelände Schritt für Schritt in eine zivile Nutzung überführt.

## Vorgeschichte

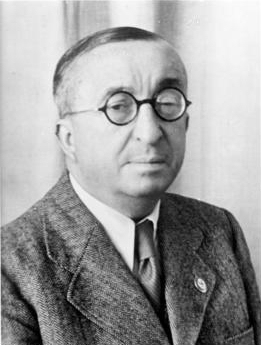
Ernst Heinkel

Nach der Machtübernahme durch die Nationalsozialisten begannen im Deutschen Reich die geheimen Vorbereitungen zum Aufbau einer Luftwaffe, was zu diesem Zeitpunkt aufgrund des Versailler Vertrages noch verboten war. Mit dem 1. März 1935 enttarnte Hermann Göring, der Reichsminister für Luftfahrt, offiziell die neue Luftwaffe. Zu diesem Zeitpunkt produzierte die Ernst Heinkel Flugzeugwerke GmbH unter ihrem Gründer Ernst Heinkel das Kampfflugzeug Heinkel He 111 in Rostock. Dieses Flugzeug sollte die Standardausstattung der neuen Kampfgeschwader werden, so dass die Produktion gesteigert werden musste. Da die Fertigungskapazitäten in Rostock ausgereizt waren, suchte das Reichsluftfahrtministerium (RLM) in der Nähe von Berlin nach geeigneten Standorten für ein neues Werk. Am 18. März 1935 entschied das RLM sich für den Standort Oranienburg und Germendorf. Am 1. Mai 1935 wurde die Heinkel-Werke GmbH Oranienburg mit einem Stammkapital von 5 Millionen RM offiziell gegründet. Das RLM hielt 97 % der Gesellschafteranteile, während der Rest auf Ernst Heinkel entfiel. Das Werk war bis Ende 1939 de facto ein Staatsbetrieb, ließ aber Ernst Heinkel weitreichende Kompetenzen. Danach übernahm er die Anteile des RLM für 17,95 Millionen RM.

## Planung und Umsetzung
Für die Planung und Umsetzung war eine Gruppe von bis zu 25 Architekten verantwortlich, welcher der Architekt Herbert Rimpl als Hauptverantwortlicher vorstand. Weitere für einzelne Bereiche verantwortliche Architekten waren Joseph Bernhard, Norbert Schlesinger, Georg Leowald, Max Cetto, Bernhard Hermkes, Walter Tralau und Wilhelm Heintz.
Am 4. Mai 1936 begannen die Bauarbeiten zur Umsetzung der Baupläne, die am 4. Mai 1937 in die Eröffnungsfeier mündeten. Das Werk I (Lage), auch Oberwerk genannt, plante Rimpl im Germendorfer Forst westlich der Veltener Straße am Ortsausgang von Germendorf. Dort entstanden auf einer Fläche von 110 ha acht standardisierte Hallen (Lager, Teilbau I, Teilbau II, Rumpfbau, Mittelstückbau, Flächenbau, Leitwerkbau und Vormontage), diverse kleinere Werkstattgebäude, dazu ein repräsentatives Verwaltungsgebäude mit Kantine und ein Gesundheitshaus mit Sporthalle und Schwimmbad. Für die Lehrlingsausbildung standen eine Lehrwerkstatt und ein Wohnheim zur Verfügung. Kleinere Gebäude für den Werkschutz, die Werkfeuerwehr und die Pförtnerei waren im Eingangsbereich angeordnet.
Das Werk II (Lage), auch Unterwerk genannt, sollte mit dem Werkflugplatz in Oranienburg-Annahof am Bärenklauer Weg entstehen. Dort befanden sich auf 70 ha zwei Hallen (Fertigmontage und Einfliegerei mit Justierfunktionsschießstand) sowie weitere Versorgungsbauten und der Werkflugplatz.
Als Verbindung zwischen den beiden Werken wurde eine neue Straße angelegt. Nach der Fertigstellung der Straße (heutige Annahofer Straße) hatte sie im Volksmund schnell den bis heute gebräuchlichen Namen Heinkelchaussee. Werk I und II waren an die Gleise der Bahnstrecke Nauen–Oranienburg angeschlossen. Das Anschlussgleis zum Werk I zweigte kurz hinter dem Bahnhof Oranienburg-Eden ab und verlief dann parallel zur Heinkelchaussee, mit der sie sich eine Brücke über die Veltener Straße in Germendorf teilte.
Vom Werk II verlief die Richthofenstraße (heutige Walther Bothe Straße) in Richtung Oranienburg zur neu gebauten Werksiedlung Weiße Stadt (Lage). Dort entstanden 662 Wohnungen in 18 Wohnblöcken. In der Werksiedlung Leegebruch (Lage), die um einen schon bestehenden Dorfkern herum gebaut wurde, entstanden 1206 Wohnungen in Einzel- und Doppelhäusern, sowie sechs Ledigenwohnheime, zwölf Geschäfte, ein Gemeinschaftshaus und eine Schule. Beide Werksiedlungen wurden kriegsbedingt nicht ganz fertiggestellt.
In Berlin-Reinickendorf entstand in der Flottenstraße 21–23 das Werk III (Lage). Auf einer Fläche von rund 40.000 m² stellten die Beschäftigten Stanz- und Formteile her, die dann in den beiden anderen Werken verbaut wurden.
Das Gut Annahof (Lage), das zwischen Werk I und Werk II lag, wurde zur Produktion von Lebensmitteln für die Werkkantine mit einbezogen. Die Gesamtbaukosten aller zuvor beschriebenen Maßnahmen betrugen 45,8 Millionen RM.
| Werkleitung Werkdirektor: Erich Koch Assistent: Kurt Schmidt |

| Kaufmännischer Bereich I Kaufmännischer Direktor: Hermann Ungemach | Kaufmännischer Bereich II Kaufmännischer Direktor: Hans Eichler | Technischer Bereich Technischer Leiter: Otto Barchfeld | Personalabteilung | Rechtsabteilung | Sicherheit und Werkschutz | Lehrausbildung    | Betriebsarzt | Gut Annahof | Försterei |
| Revision                                                           | Verkauf                                                         | Werkerhaltung                                          |                   |                 | Werkschutz                | Lehrwerkstatt     |              |             |           |
| Hauptbuchhaltung                                                   | Einkauf                                                         | Kovoba I                                               |                   |                 | Luftschutz                | Berufsschule      |              |             |           |
| Anlagenbuchhaltung                                                 | Lagerbuchhaltung                                                | Kovoba II                                              |                   |                 | Brandschutz               | Lehrlingswohnheim |              |             |           |
| Kontokorrentbuchhaltung                                            | Lagerhaltung/Lagerhalle                                         | Betriebsplanung                                        |                   |                 |                           |                   |              |             |           |
| Betriebsabrechnung                                                 |                                                                 | Vorkalkulation                                         |                   |                 |                           |                   |              |             |           |
| Rechnungsstelle                                                    |                                                                 | Nachkalkulation                                        |                   |                 |                           |                   |              |             |           |
| Lohnbüro                                                           |                                                                 | Teilbau I                                              |                   |                 |                           |                   |              |             |           |
| Überweisungsstelle                                                 |                                                                 | Teilbau II                                             |                   |                 |                           |                   |              |             |           |
| Hauptkasse                                                         |                                                                 | Rumpfbau                                               |                   |                 |                           |                   |              |             |           |
| Wohngeldstelle                                                     |                                                                 | Mittelstückbau                                         |                   |                 |                           |                   |              |             |           |
|                                                                    |                                                                 | Flächenbau                                             |                   |                 |                           |                   |              |             |           |
|                                                                    |                                                                 | Leitwerksbau                                           |                   |                 |                           |                   |              |             |           |
|                                                                    |                                                                 | Vormontage                                             |                   |                 |                           |                   |              |             |           |
|                                                                    |                                                                 | Endmontage                                             |                   |                 |                           |                   |              |             |           |
|                                                                    |                                                                 | Einfliegerei                                           |                   |                 |                           |                   |              |             |           |

## Produktion

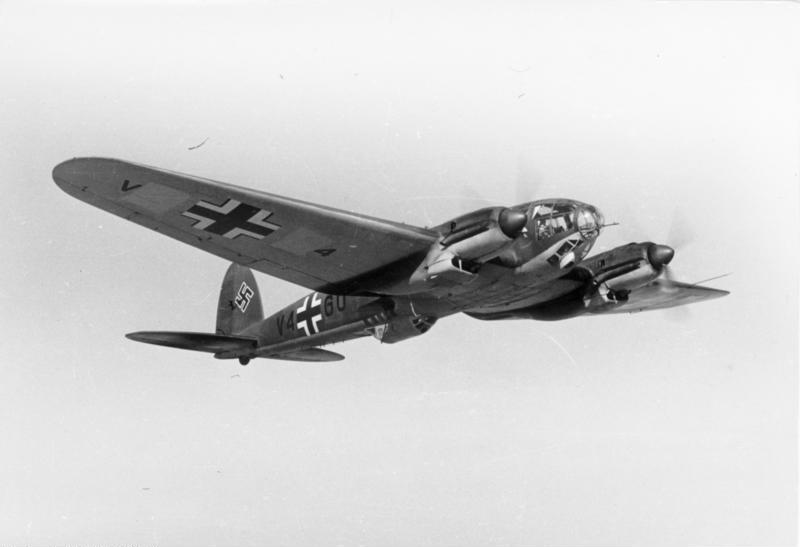
Die Heinkel He 111 war bis 1943 das Hauptprodukt des Werkes

Die Heinkel He 177 wurde von Anfang 1942 bis Oktober 1944 gefertigt

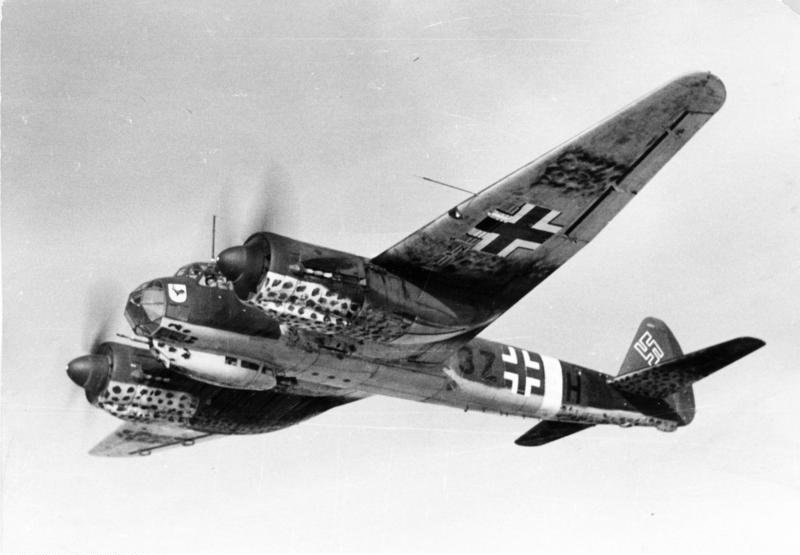
Die Junkers Ju 88 fertigte das Werk von Dezember 1940 bis Juli 1942

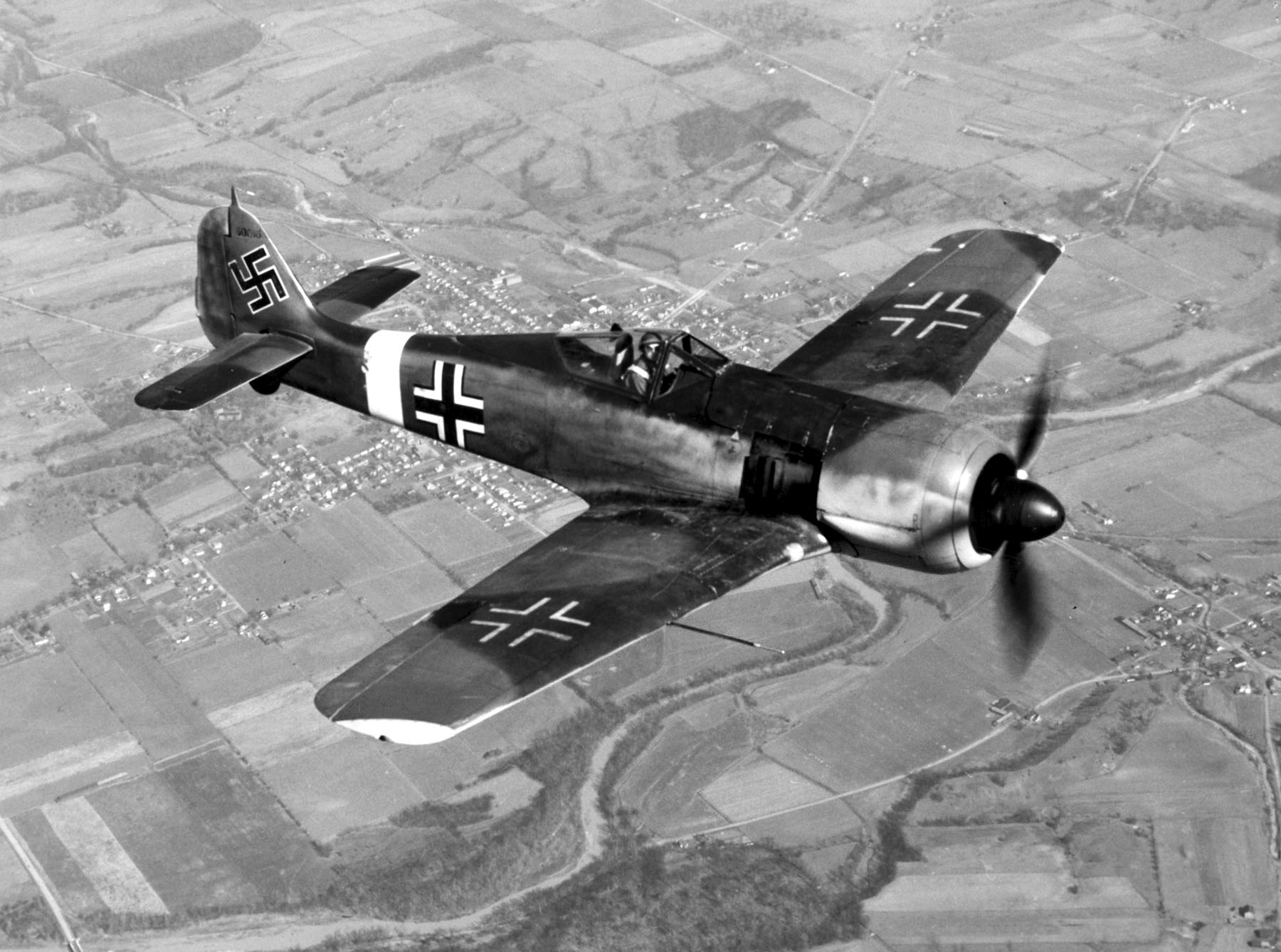
Die Focke-Wulf Fw 190 wurde von Oktober 1944 bis Januar 1945 aus angelieferten Baugruppen zusammengesetzt

In den ersten Jahren fertigte die Belegschaft ausschließlich die Heinkel He 111. Dazu formten und schnitten die Arbeiter in den Hallen Teilbau I und II Bleche und Holmprofile, die an die Bereiche Rumpf-, Mittelstück-, Flächen- und Leitwerksbau gingen. Dort fertigte jeder Bereich den ihm zugedachten Teil, der dann in der Vormontagehalle, mit Ausnahme der Tragflächen, zum fertigen Flugzeug zusammengesetzt wurde. Danach fuhren Zugmaschinen das Flugzeug – die fertigen Tragflächen separat – zum Werk II, wo es in der Endmontagehalle komplettiert wurde. Einige Teile – wie die Bordwaffen – lieferte die Ikaria Gesellschaft für Flugzeugzubehör aus dem nahen Velten. Anschließend wurde es in der Einfliegehalle flugtechnisch erprobt, bevor Werkspiloten insgesamt drei Erprobungsflüge je Flugzeug durchführten. Danach übernahm es die Luftwaffe.
Im April 1937 begann mit 16 ausgelieferten Heinkel He 111-B2 die Serienfertigung des Werkes. Auch die weiteren Entwicklungsstufen wurden hier gefertigt. Ab 1939 begann die Fertigung der Serie He 111-H, die mit kleinen Veränderungen bis 1943 lief. Insgesamt wurden 2216 Heinkel He 111 in Germendorf und Oranienburg produziert. Nachdem im Winter 1940/41 15 Heinkel He 177 A-0 hergestellt worden waren, lief erst ein Jahr später die Serienproduktion der He 177 A-3 im Werk an. Bis Oktober 1944 wurden 288 He 177 gebaut. Von Dezember 1940 bis Juli 1942 fertigte Heinkel außerdem noch 708 Junkers Ju 88 in Lizenz. Als am 28. Juni 1944 durch das RLM kriegsbedingt die Entscheidung fiel, keine Kampfflugzeuge mehr zu bauen, fertigte das Werk Bauteile für die Focke-Wulf Fw 190 und die Fieseler Fi 103 (besser bekannt als V1). Auch wurden von anderen Werken gelieferte Baugruppen zu kompletten Focke-Wulf Fw 190 zusammengesetzt. Gleichzeitig bereitete man sich auf die Serienproduktion der Dornier Do 335 vor, die aber bis zum Kriegsende nur einmal ausgeliefert wurde.
Trotz der herausragenden Stellung des Werkes griffen US-amerikanische Bomberverbände das Werk I erstmals am 18. April 1944 an. Am 10. April 1945 wurden der Werkflugplatz und das Werk II angegriffen. Durch diese beiden Luftangriffe entstand kein durchgreifender Schaden in der Produktion, die letztendlich erst beendet wurde, als am 22./23. April 1945 sowjetische und polnische Soldaten das Werk besetzten.

## Beschäftigte
Bei der Planung des Werkes und der Produktion war mit einer Beschäftigtenzahl von 8.000 bis 10.000 Personen gerechnet worden. Im November 1938, ungefähr eineinhalb Jahre nach dem Anlaufen der Serienfertigung, waren indes erst 7.360 Mitarbeiter beschäftigt. Da nicht alle Arbeitskräfte – insbesondere die nötigen Facharbeiter – aus der Region gewonnen werden konnten, warben die Heinkel-Werke im gesamten Deutschen Reich. In die beiden Werksiedlungen zogen schließlich Menschen aus dem Rheinland, Westfalen, Schlesien, Sachsen, Hamburg, dem Saarland und der Ostmark (Österreich) ein. Auch bildete das Werk in seiner achtjährigen Bestehenszeit mindestens 1040 Lehrlinge selbst aus. Für auswärtige Lehrlinge befand sich im Werk I ein Wohnheim mit 70 Plätzen.
Ab Ende 1939 kamen die ersten Kriegsgefangenen als Arbeitskräfte in das Werk. Für sie wurden an der Veltener Straße in unmittelbarer Nähe zum Werk I ein Holzbarackenlager (Lage) gebaut, das in den Folgejahren stetig erweitert wurde. Zu seinen Hochzeiten lebten hier 3.000 ausländische Arbeitskräfte, die entweder Kriegsgefangene oder Zwangsarbeiter aus Polen, Holland, Frankreich, Jugoslawien, Griechenland, der Sowjetunion oder Italien waren. Ein weiteres Lager für Zwangsarbeiter befand sich ab Juli 1942 in der Alten Heerstraße (heutige Hildburghauser Straße) in Oranienburg-Süd. Dort wurde in 28 Baracken Platz für bis zu 2500 Zwangsarbeiter geschaffen. Kleinere Kontingente von ausländischen Arbeitskräften kamen auch aus anderen Lagern der Umgebung.
Ab März 1942 begann der Einsatz von Häftlingen des nahen Konzentrationslagers Sachsenhausen in der Produktion. Diese wurden anfangs noch provisorisch in den Kellern der Gebäude im Werk I untergebracht. Spätestens seit März 1943 entstand auf dem Gelände des Werkes I ein KZ-Außenlager aus Holzbaracken. Erster Lagerleiter war der SS-Hauptsturmführer Johannes Hassebroek. Im Februar 1944 waren 5.939 Häftlinge im Werk eingesetzt. Im Juni 1944 war mit 6966 Häftlingen die höchste Häftlingszahl erreicht. Die meisten Häftlinge kamen aus der Sowjetunion, Frankreich und Polen, kleinere Kontingente aber auch aus Norwegen, Belgien und Spanien sowie aus Deutschland. Beim einzigen folgenreichen Luftangriff US-amerikanischer Bomber auf Werk I starben unter anderem 106 Häftlinge.
Durch die Zuführung von Kriegsgefangenen, Zwangsarbeitern und Konzentrationslagerhäftlingen stieg die Gesamtzahl der Arbeitskräfte weiter an. Während im April 1940 erst 7.585 Menschen hier arbeiteten, stieg diese Zahl auf 11.004 im März 1942, um schließlich im September 1943 mit 14.215 Menschen ihren absoluten Höhepunkt zu erreichen. Die Zahl der deutschen Mitarbeiter sank indes von März 1942 bis Juni 1944 von 80 auf 38 Prozent.

## Nach dem Krieg
Aufgrund der Befehle Nr. 124 und 126 der sowjetischen Militäradministration betrieben deutsche Arbeitskräfte die vollständige Demontage des gerade einmal achtjährigen Werkes. Lediglich im Werk II blieben die Einfliegehalle, einige Nebengebäude und der Werkflugplatz erhalten, die zusammen mit Teilen der Weißen Stadt zu einer Kaserne der Roten Armee zusammengefasst wurden. Am 23. Juli 1948 enteignete die neue Regierung des Landes Brandenburg die Heinkel-Werke Oranienburg und am 13. Oktober 1948 wurde das Werk offiziell aus dem Handelsregister des Amtsgerichtes Oranienburg gelöscht. Das Anschlussgleis zum Werk I wurde 1951 bis nach Velten verlängert und die neue Bahnstrecke Oranienburg–Velten eröffnet.

## Spuren der Vergangenheit
Heute sind nur noch wenige Spuren der einstigen Heinkel-Werke Oranienburg vorhanden. Vom ehemaligen Werk I im Germendorfer Forst ist oberirdisch kein einziges Gebäude erhalten geblieben. Das Grundstück wird als Gewerbegebiet durch verschiedene Unternehmen genutzt. Das Anschlussgleis zum Werk I ist abgetragen. Lediglich der Bahndamm und einige Schienenschwellen sind teilweise noch zu erkennen. Die Heinkelchaussee ist heute als Annahofer Straße für den öffentlichen Verkehr freigegeben. Anstelle des Zwangsarbeiterlagers steht heute ein Kiefernwald, unter dessen Boden noch die Fundamente der Baracken zu finden sein sollen.
Das ehemalige Werk II mit dem Werkflugplatz wurde nach dem Abzug der Roten Armee in ein Gewerbegebiet umgewandelt, in dem der Kölner Handelskonzern Rewe ein Logistikzentrum betreibt. Ebenfalls dort sind auf einer Fläche von 17 Hektar 33.154 Solarmodule aufgestellt. Die Anlage produziert seit August 2011 im günstigsten Fall 7,79 Megawatt Strom. Auf lange Sicht werden alle noch vorhandenen Gebäude – bis auf die unter Denkmalschutz stehende ehemalige Einfliegehalle – abgerissen sein. Die Ortsumfahrung der Bundesstraße 96 nördlich des Autobahndreiecks Kreuz Oranienburg tangiert seit 2003 den ehemaligen Werkflugplatz, dessen Betonbahnen 2010 abgetragen wurden.
Vom Werk III steht 2011 lediglich noch ein Verwaltungsgebäude in der Flottenstraße 21–23 in Berlin-Reinickendorf.
Die ehemalige Werksiedlung Weiße Stadt in Oranienburg wurde nach dem Abzug der Roten Armee umfassend saniert und die Wohnungen vermietet. In der ehemaligen Werksiedlung Leegebruch wurden nach 1990 durch neue Wohngebiete Lücken in der Bebauung geschlossen. Der typische Charakter der ehemaligen Werksiedlung mit seinen Einzel- und Doppelhäusern ist jedoch erhalten geblieben.

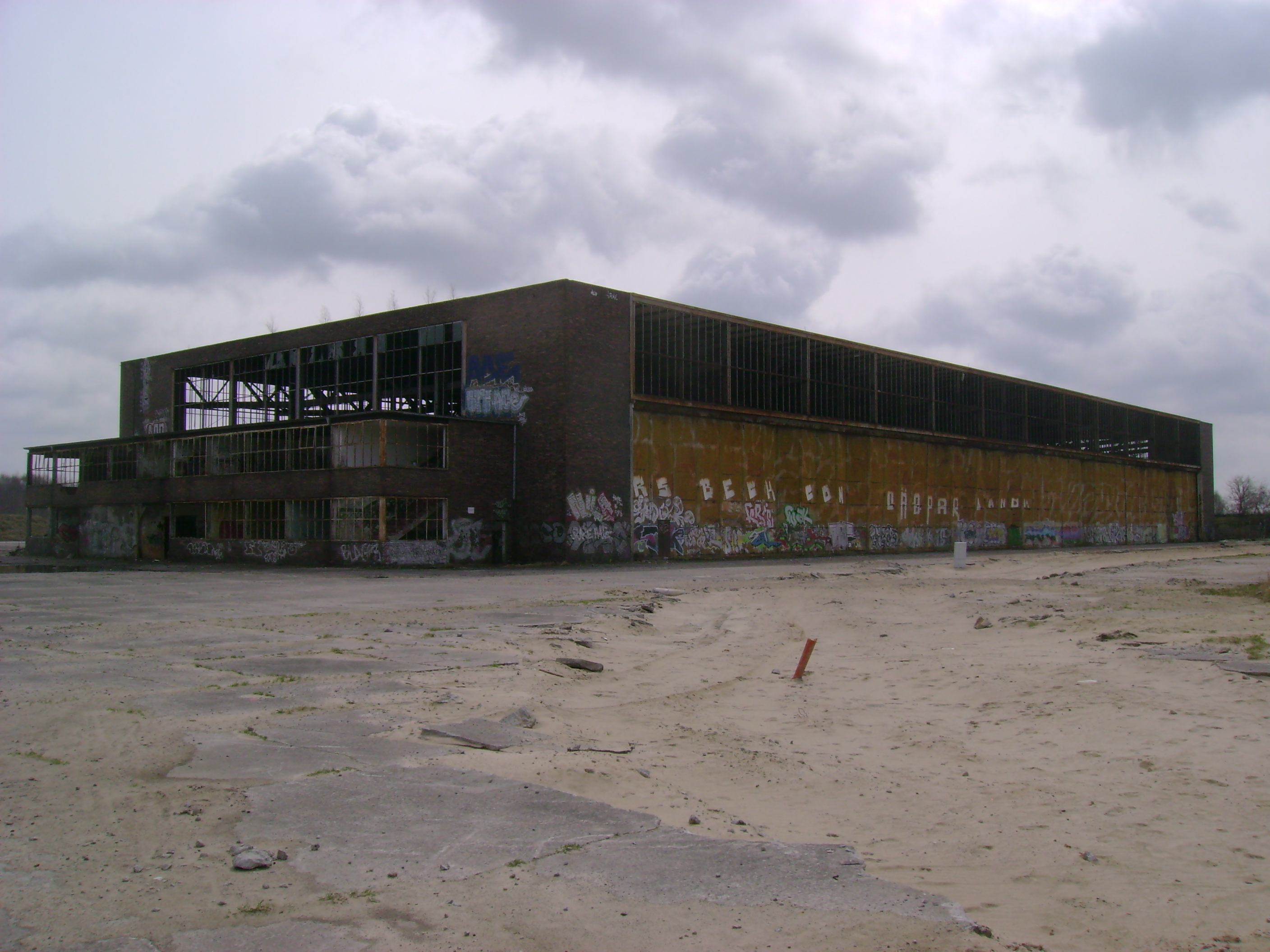
Ehemalige Einfliegehalle im Werk II (Lage)
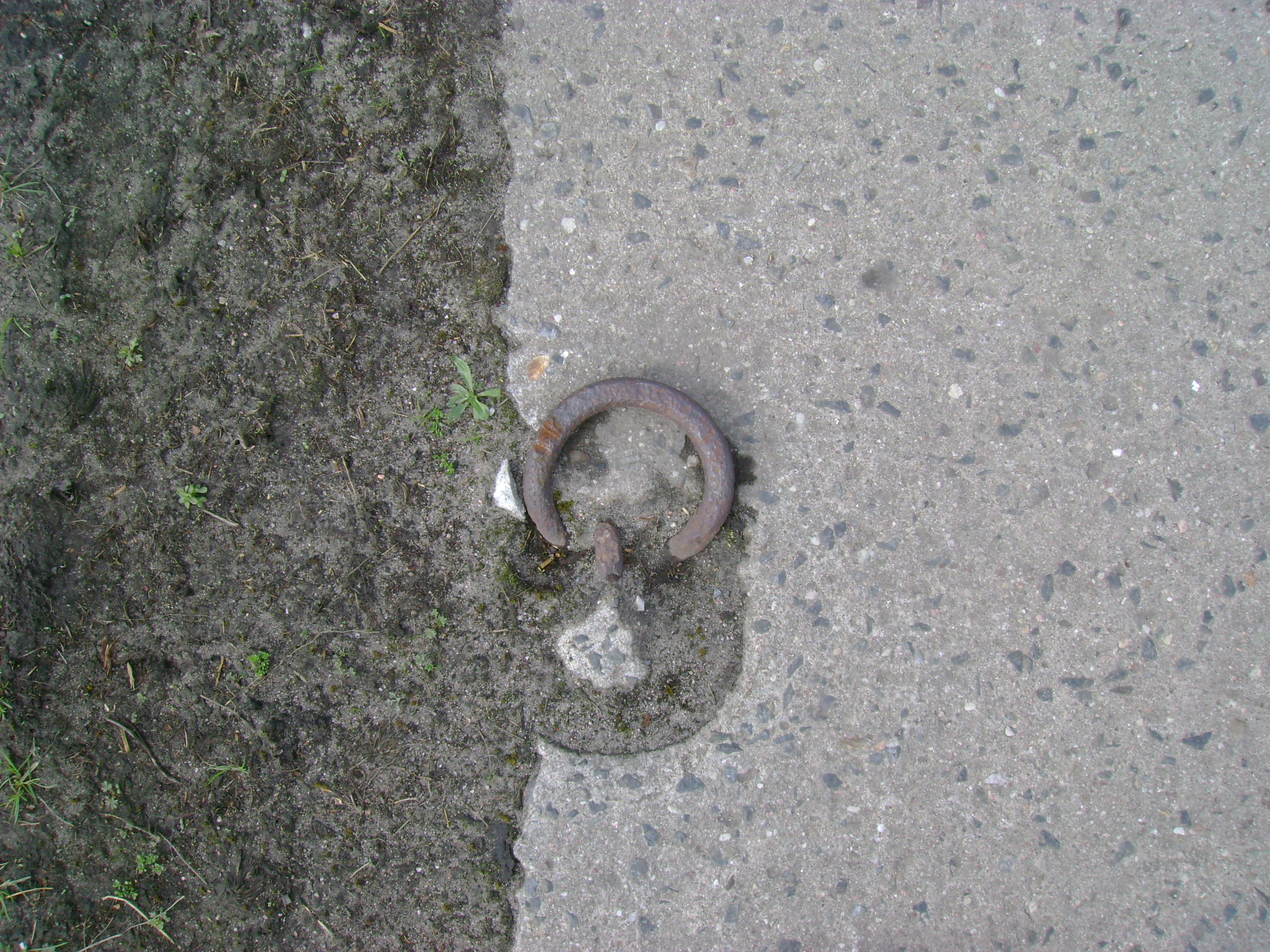
In den Betonboden eingelassene Halteöse auf dem Vorfeld der ehemaligen Einfliegehalle im Werk II
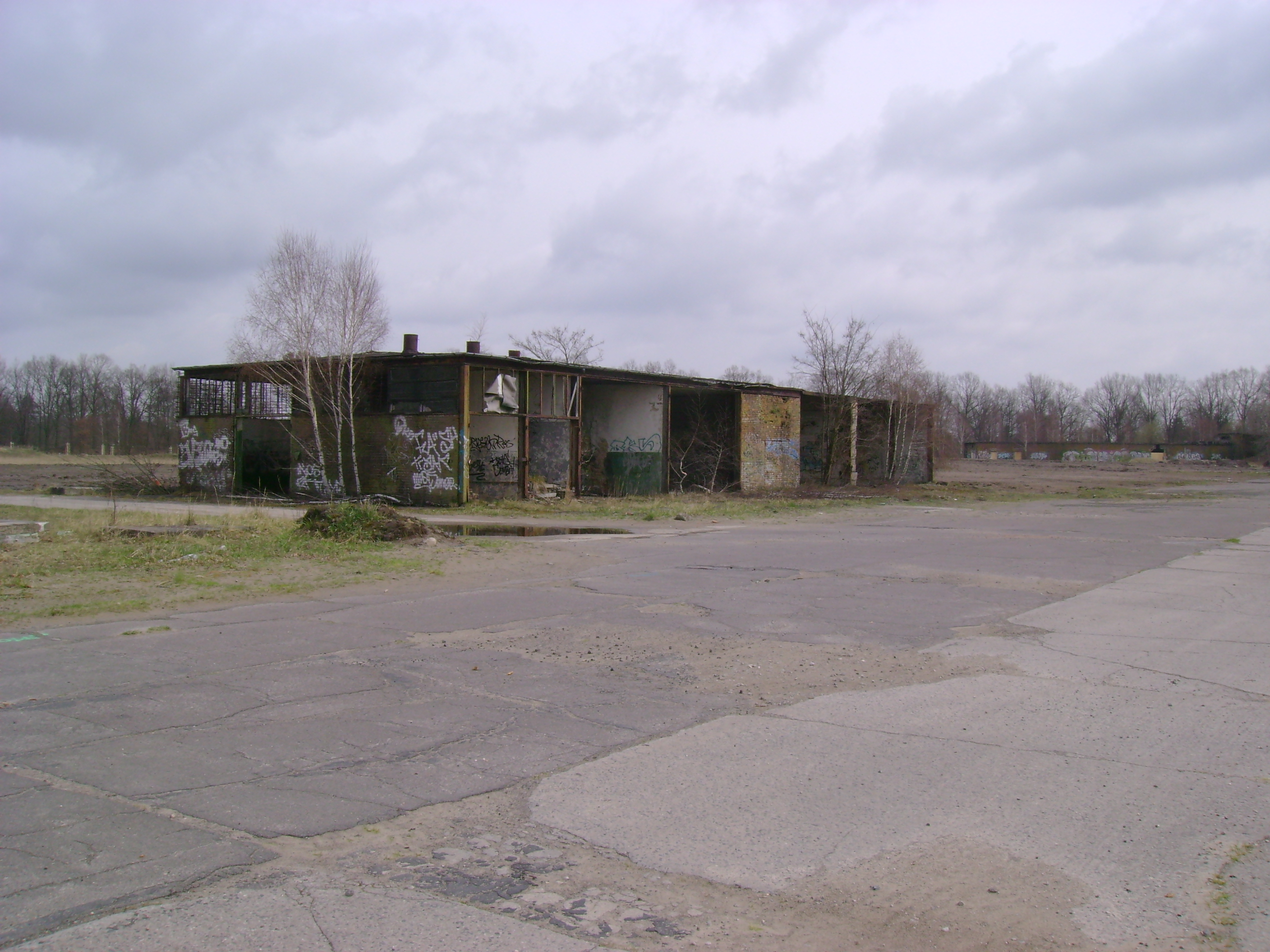
Gebäude der ehemaligen Werkfeuerwehr im Werk II (Lage)
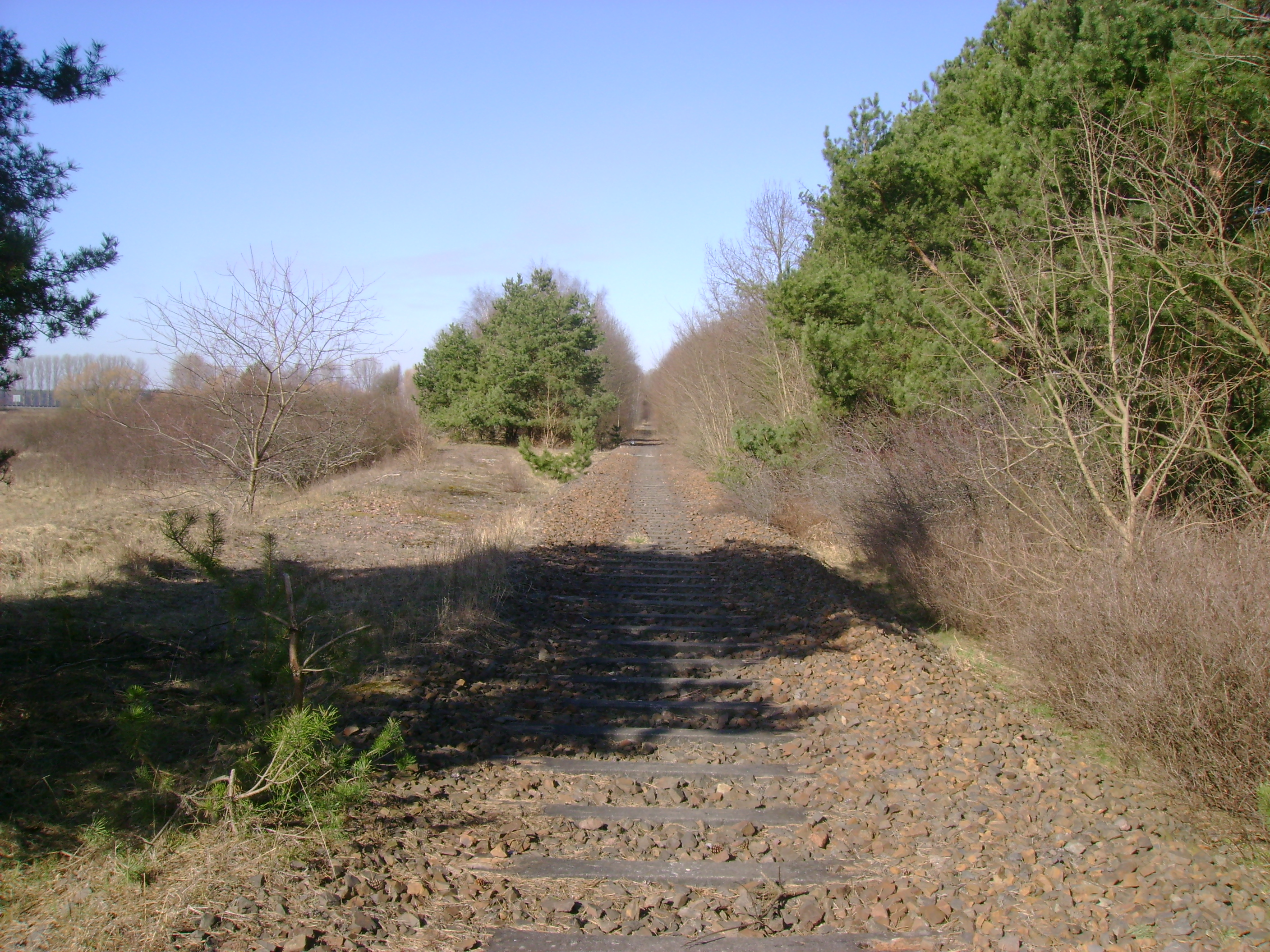
Abzweig (links) des ehemaligen Werkanschlusses von der ehemaligen Bahnstrecke Oranienburg-Kremmen (rechts) bei km 32,4 (Lage)
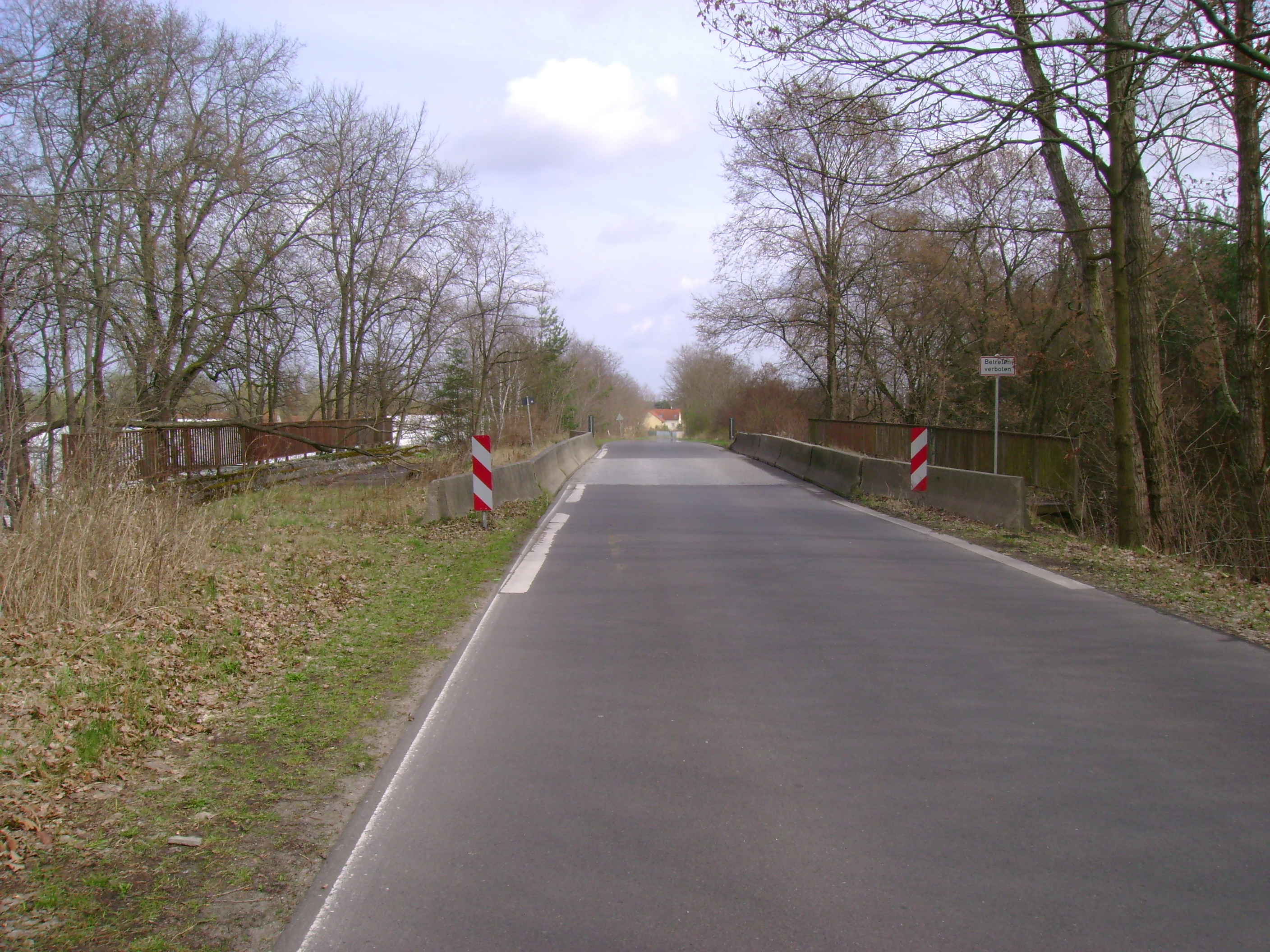
Heinkelchaussee in Richtung Werk II
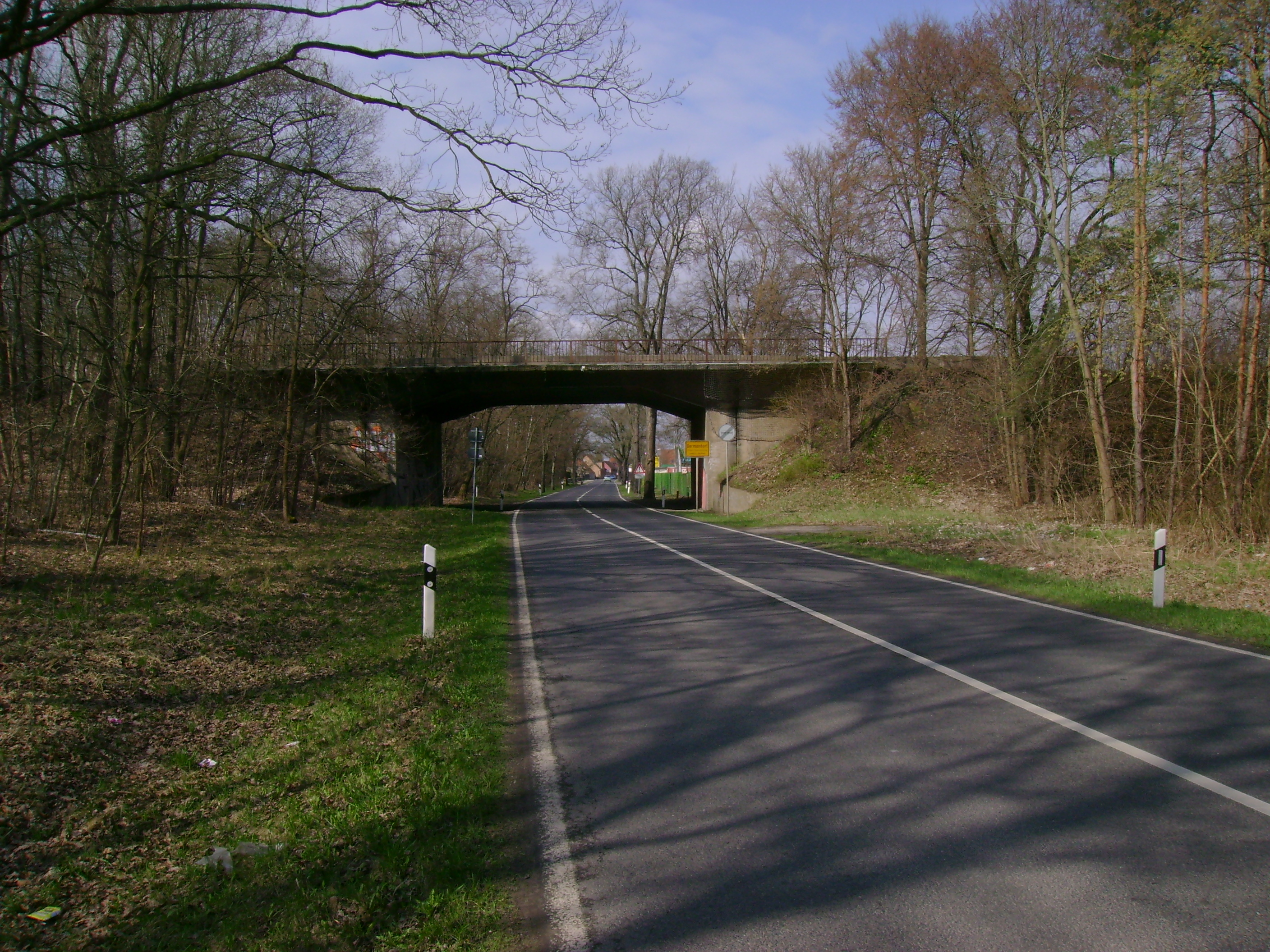
Brücke der Heinkelchaussee (Oktober 2012 abgerissen) über der Veltener Straße am Ortseingang von Germendorf; am rechten Bildrand war der Standort des Zwangsarbeiterlagers
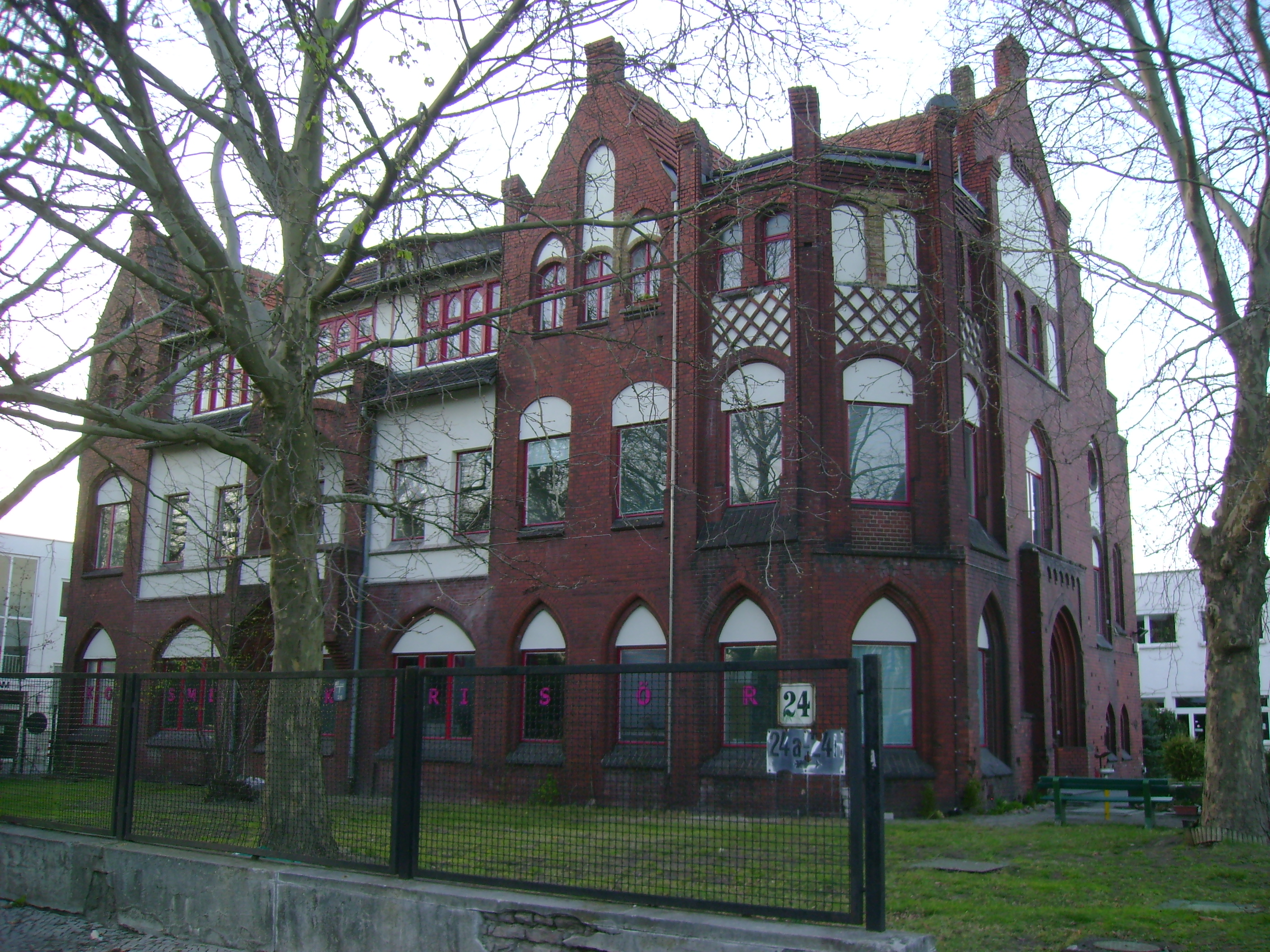
Verwaltungsgebäude des ehemaligen Werkes III in der Flottenstraße 21–23 in Berlin-Reinickendorf
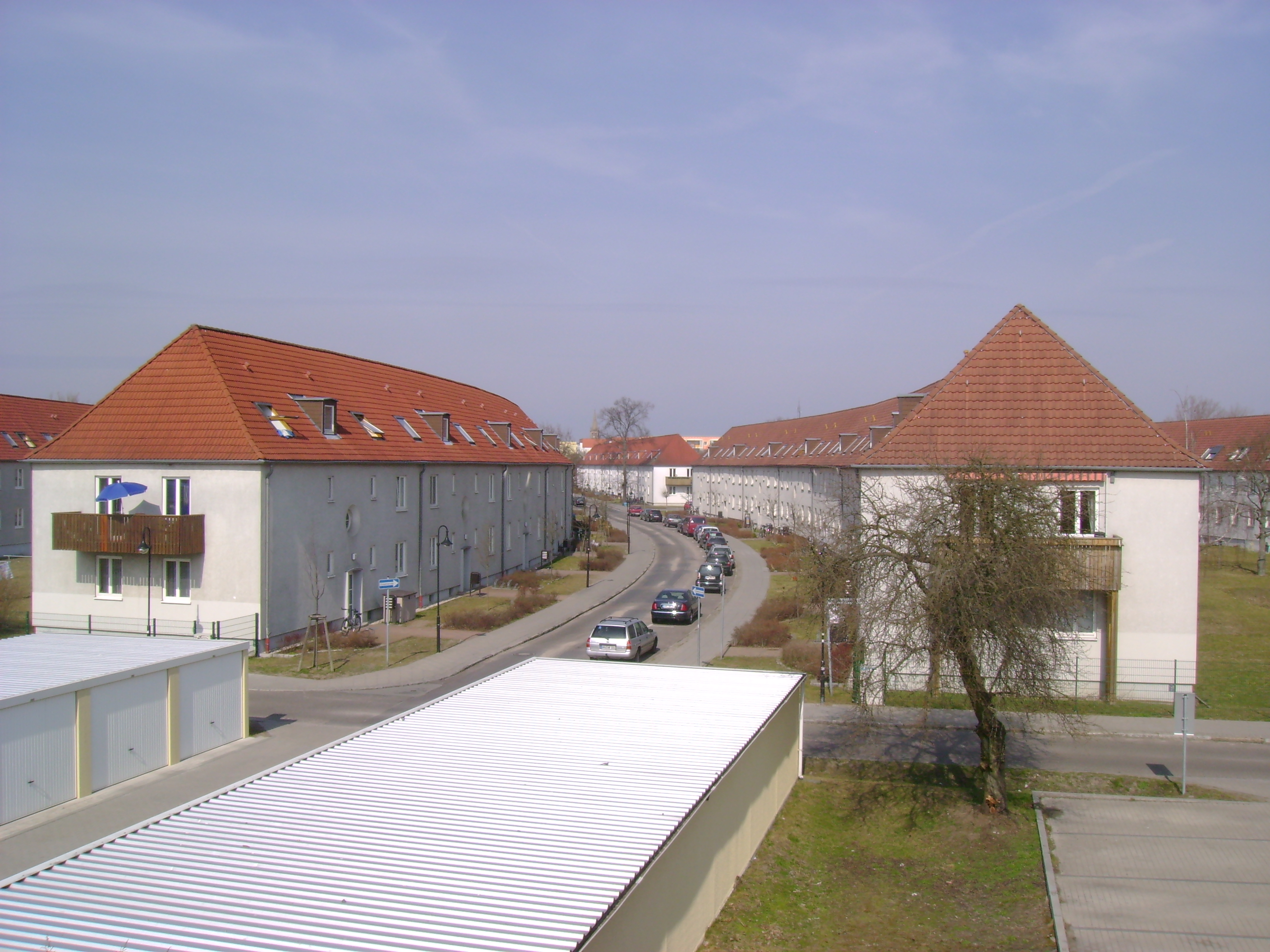
Weiße Stadt, die ehemalige Werksiedlung in Oranienburg
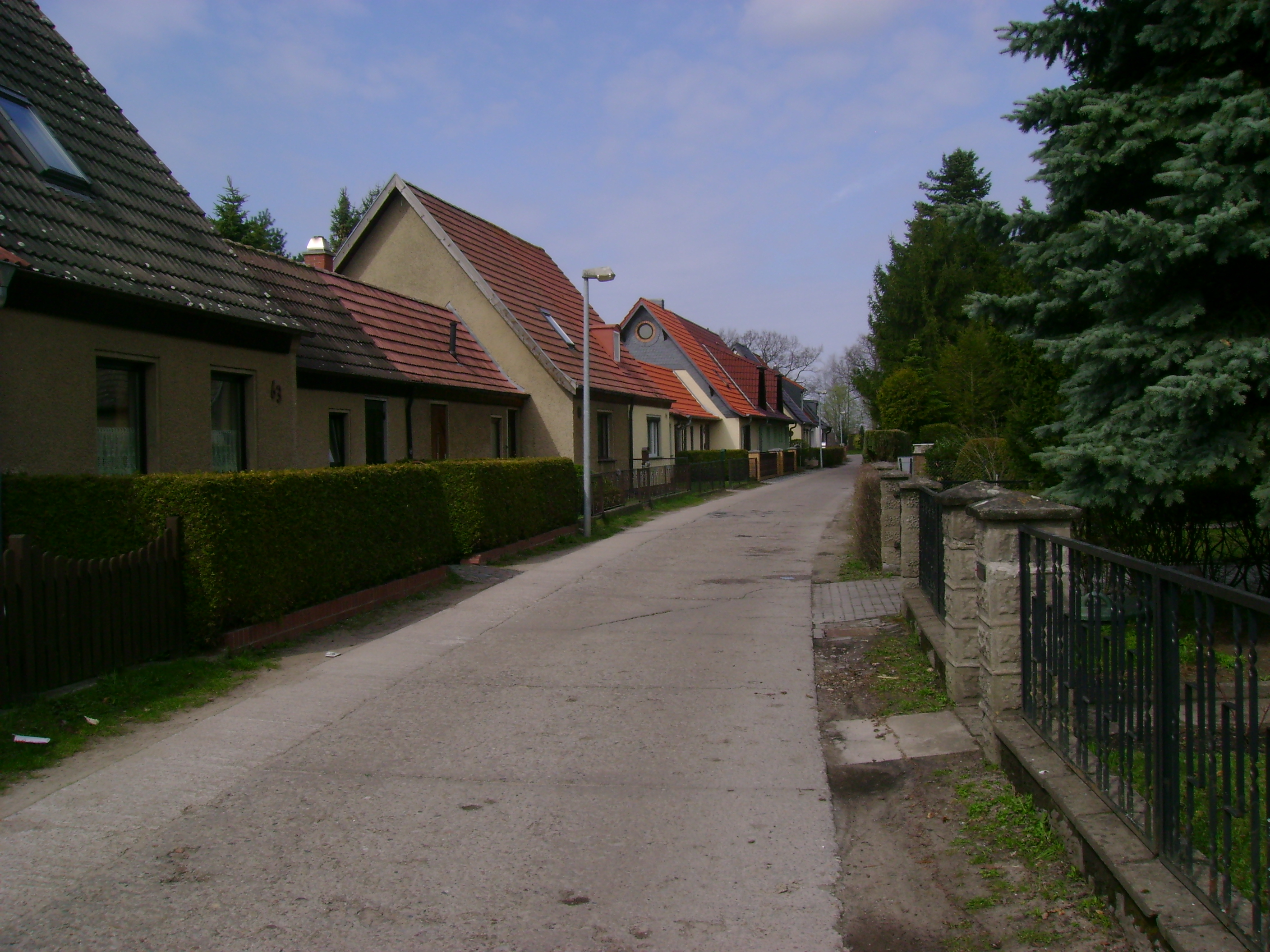
Typische Bebauung mit Doppelhäusern in der ehemaligen Werksiedlung Leegebruch